# كاري غولدبرغ
كاري غولدبرغ (بالإنجليزية: Carrie Goldberg)‏ هي محامية أمريكية، ولدت في 1977.

## وصلات خارجية
- الموقع الرسمي